# Valentín Gómez Gómez
Valentín Gómez Gómez (Pedrola, 29 d'octubre de 1843 - la Corunya, 27 de novembre de 1907) fou un escriptor, periodista i polític aragonès, membre de la Reial Acadèmia Espanyola.
De molt jove es va traslladar a Calataiud, on se li ha dedicat un carrer. Es vinculà políticament al carlisme i es creu que fou el redactor durant la Tercera Guerra Carlina del Manifest de Morentín, signat pel pretendent Carles VII. Fou elegit diputat pel districte de Daroca en representació de la Comunió Tradicionalista a les eleccions generals espanyoles de 1871. Després va ingressar al Partit Conservador i fou governador civil d'Almeria, Burgos i La Corunya. Va fundar la Unió Catòlica amb Alejandro Pidal y Mon i en 1890 va fer a Saragossa el discurs La democracia cristiana según los Fueros de Aragón. Uns mesos abans de morir el 1907 fou escollit acadèmic de la Reial Acadèmia Espanyola

## Obres
- La dama del Rey (1877)
- La novela del amor (1879)
- El alma de hielo (1881)
- La flor del espino (1882)
- El celoso de sí mismo (1882)
- Arturo (1883?)
- El desheredado (1884)
- La hija del réprobo (1885)
- El soldado de San Marcial (1885)
- La ley de la fuerza (1886)
- Los inválidos (1887)
- El perro del hospicio (1888)
- Los Danicheff o el siervo ruso (1898)
- El hombre de cien años (1902)
- El hijo del labriego
- La caza de una orquídea
- El señor de Calcena y La paloma blanca